# Рогвино
Рогвино — деревня в Крестецком районе Новгородской области России. Входит в состав Новорахинского сельского поселения.

## География
Деревня находится в центральной части Новгородской области, в зоне хвойно-широколиственных лесов, при автодороге 49Н-0609, на расстоянии примерно 19 километров (по прямой) к юго-востоку от рабочего посёлка Крестцы, административного центра района. Абсолютная высота — 69 метров над уровнем моря.

### Климат
Климат района характеризуется как умеренно континентальный, влажный, включающий в себя черты как морского, так и континентального климатический типов. Среднегодовая температура воздуха — 3,8 °C. Средняя многолетняя температура самого холодного месяца (января) составляет −9°С (абсолютный минимум — −50 °C), средняя температура самого тёплого (июля) — 17,2 °С (абсолютный максимум — 35 °С). Безморозный период длится около 122 дней. Продолжительность вегетационного периода составляет примерно 172 дня. Среднегодовое количество осадков составляет 695 мм, из которых 490 мм выпадает в тёплый период. Устойчивый снежный покров образуется в начале декабря и сохраняется в течение 141 дня.

### Часовой пояс
Деревня Рогвино, как и вся Новгородская область, находится в часовой зоне МСК (московское время). Смещение применяемого времени относительно UTC составляет +3:00.

## Население
| 2002 | 2010 |
| ---- | ---- |
| 11   | ↘9   |

### Национальный состав
Согласно результатам переписи 2002 года, в национальной структуре населения русские составляли 100 % из 11 чел.